# Hochschule Hannover

Ehemaliges Logo der Fachhochschule Hannover

Die Hochschule Hannover (HsH) (ehemals: Fachhochschule Hannover) ist eine staatliche Hochschule in Niedersachsen. Sie ist die zweitgrößte Hochschule in der Landeshauptstadt Hannover. Im Stadtgebiet gibt es fünf Campus der HsH, die sich in Ahlem, in der Bismarckstraße, auf der Expo Plaza, in Linden und in Kleefeld befinden. An der Hochschule sind rund 10.000 Studierende in über 60 Studiengängen an fünf Fakultäten eingeschrieben. Neben den Technik-, den Wirtschaftswissenschaften und dem Sozialwesen sind an der Hochschule Hannover auch  Medien- und Kreativstudiengänge vertreten. Präsident ist seit dem 12. Mai 2014 Josef von Helden.

## Fakultäten

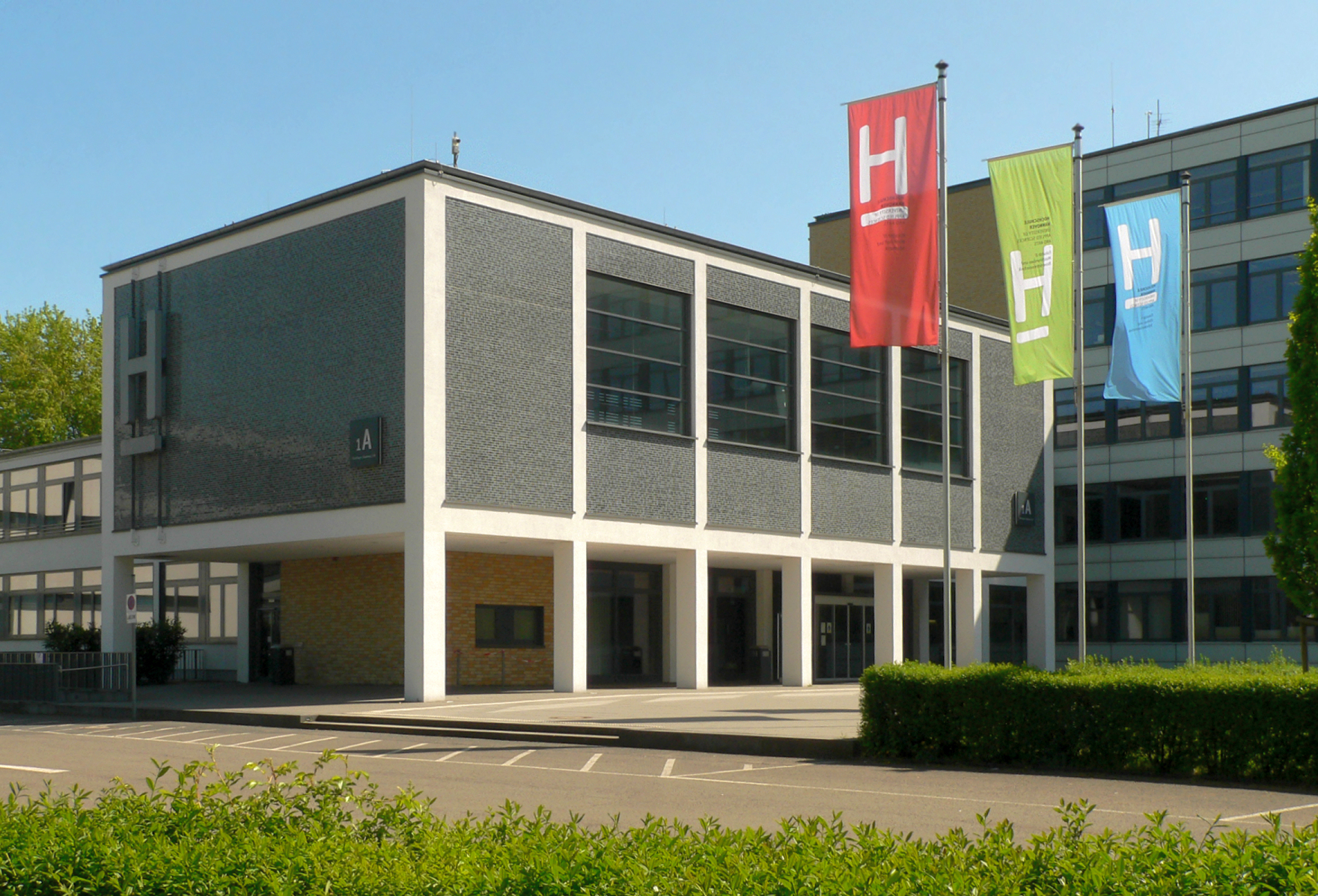
Haupteingang der Hochschule Hannover auf dem Campus Linden

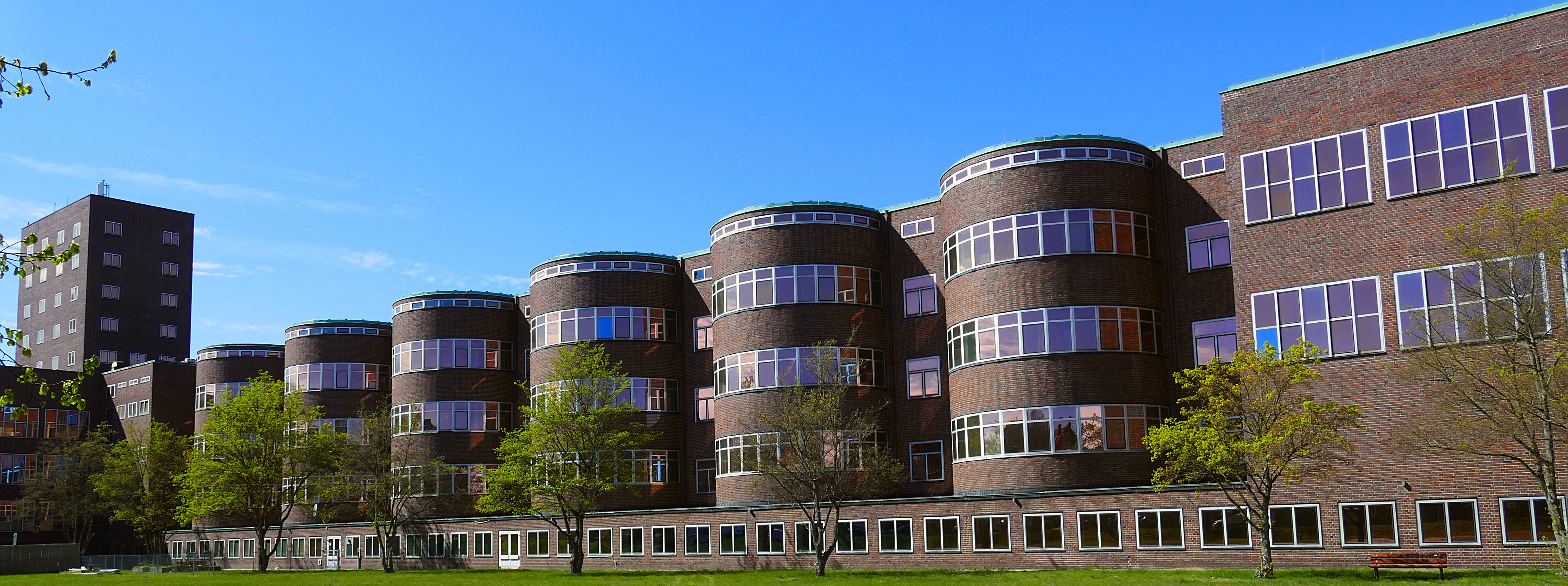
Campus Bismarckstraße

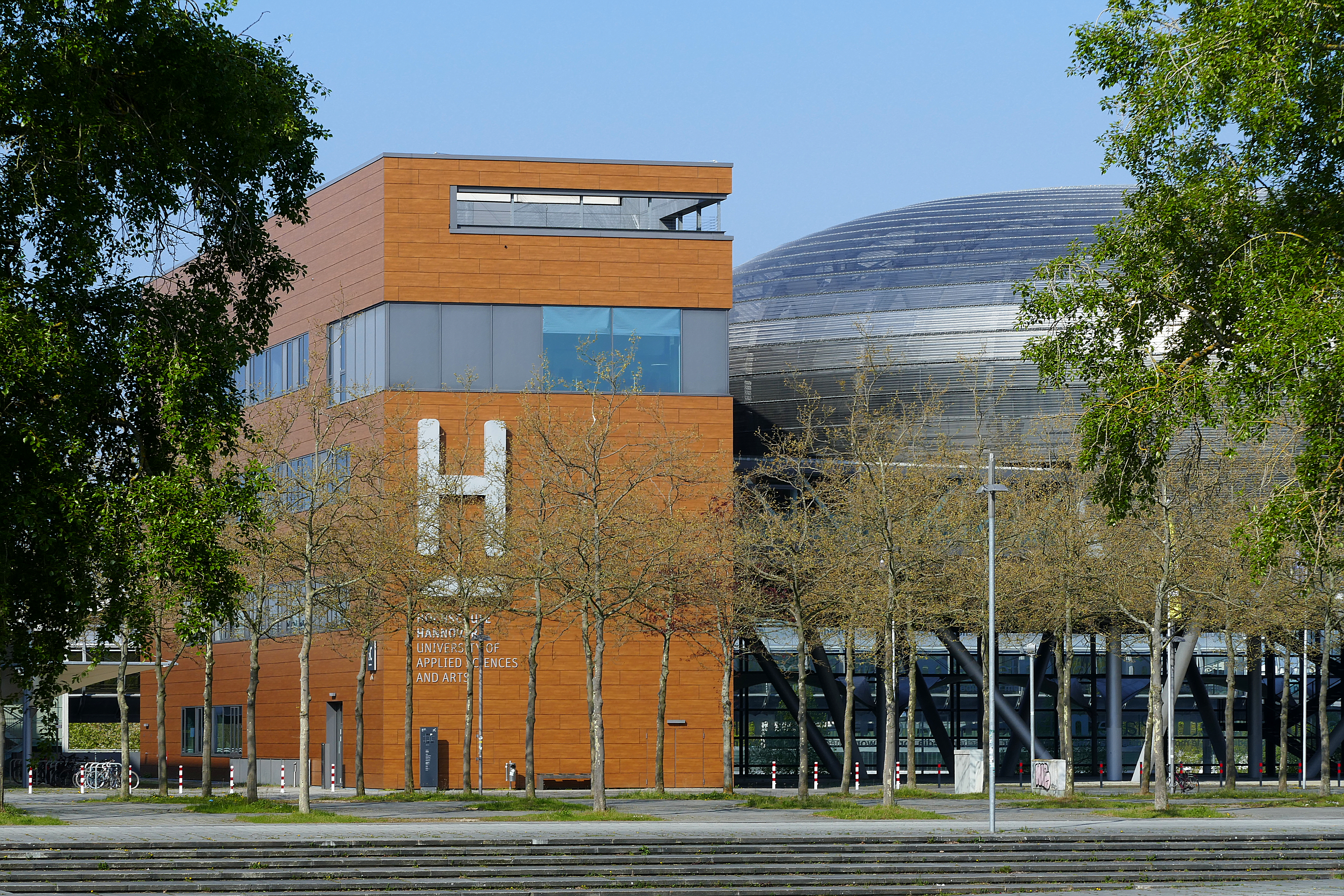
Campus Expo Plaza mit planet m

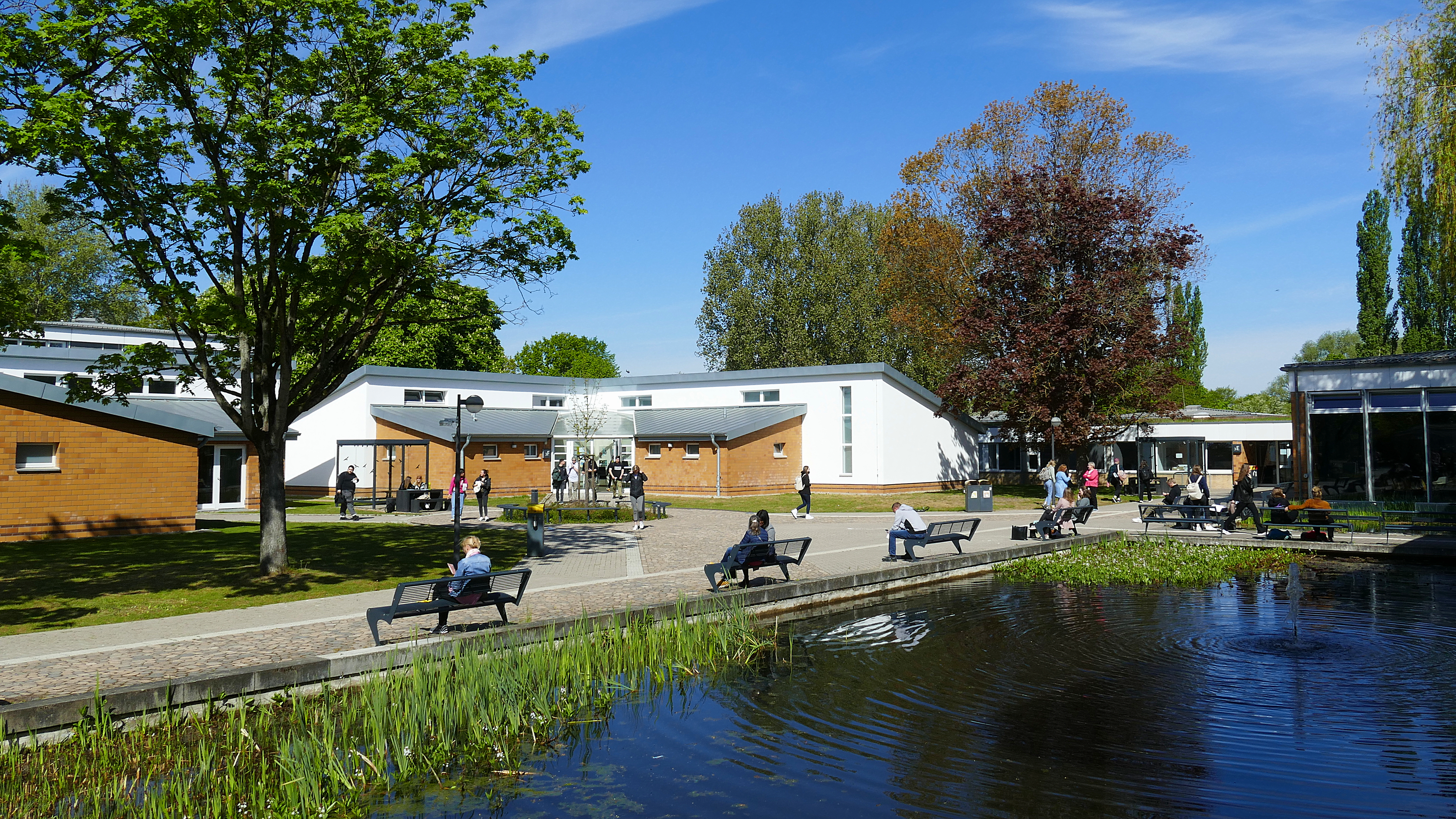
Campus Kleefeld

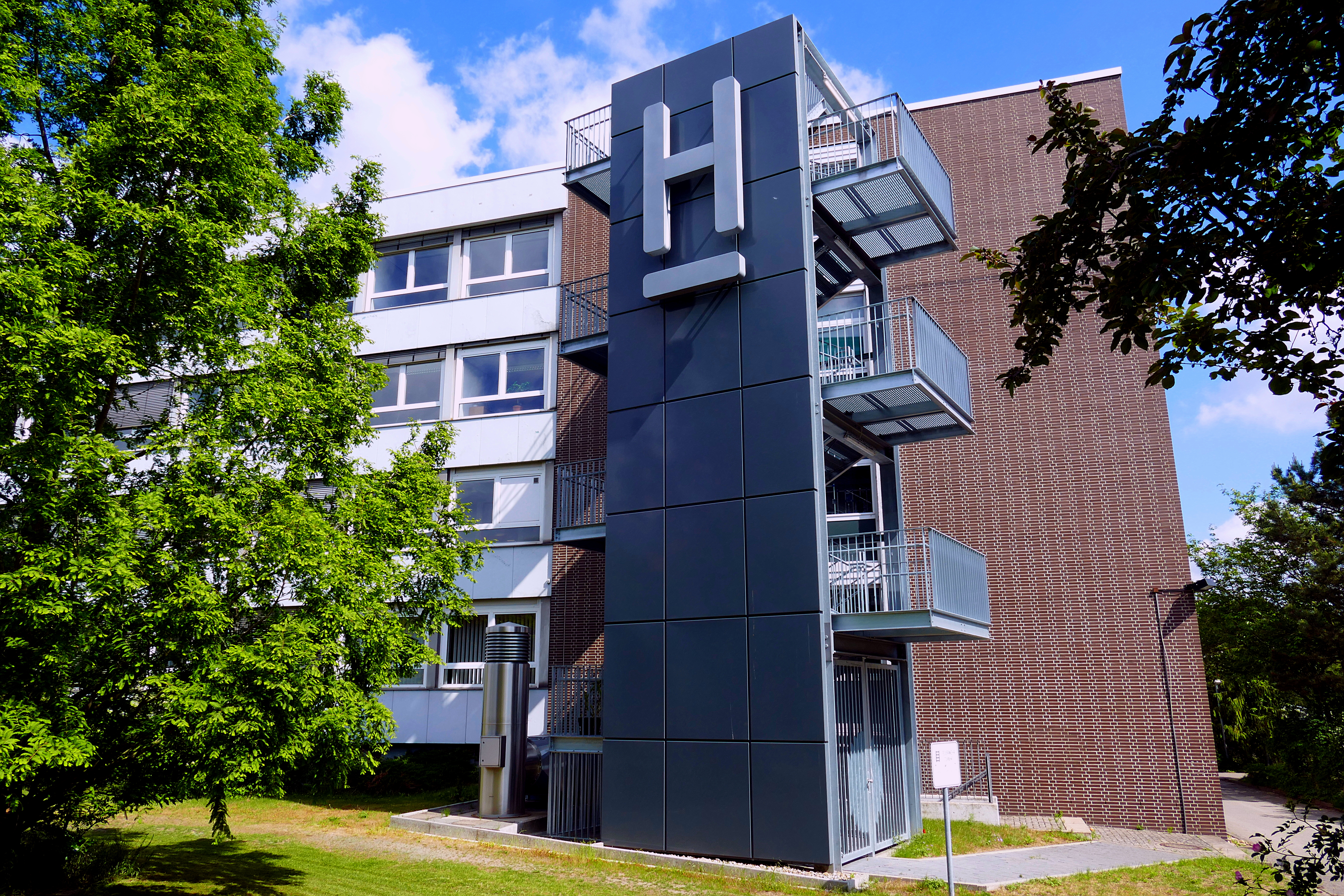
Campus Ahlem

Die Hochschule Hannover gliedert sich in fünf Fakultäten:
- Fakultät I – Elektro- und Informationstechnik
- Fakultät II – Maschinenbau und Bioverfahrenstechnik
- Fakultät III – Medien, Information und Design
- Fakultät IV – Wirtschaft und Informatik
- Fakultät V – Diakonie, Gesundheit und Soziales (ehemals Evangelische Fachhochschule Hannover)

## Geschichte
Durch den Zusammenschluss verschiedener Vorgängereinrichtungen entstand am 1. August 1971 die Fachhochschule Hannover. Deren Fachbereich Bildende Kunst und Design ging auf die Freye Handwerksschule für Lehrlinge von 1791, spätere Werkkunstschule, zurück. Der Fachbereich Architektur und Bauingenieurwesen ging aus der 1853 gegründeten Königlichen Baugewerkschule Nienburg hervor und die Fachbereiche Elektrotechnik und Maschinenbau gingen aus einer Schulgründung von 1892 hervor.
Zum 1. September 2007 gliederte die Fachhochschule Hannover die bisherige Evangelische Fachhochschule Hannover als neue Fakultät V – Diakonie, Gesundheit und Soziales ein. Diese hatte sich wiederum aus der Diakonenausbildung des Stephansstiftes und dem 1905 gegründeten Christlich-Sozialen Frauenseminar entwickelt.
Die Fachbereiche Bildende Kunst und Architektur und Bauingenieurwesen wurden zum Sommersemester 2008 bzw. Wintersemester 2008/2009 im Rahmen des Hochschuloptimierungskonzepts (HOK) der niedersächsischen Landesregierung geschlossen.
Am 8. Juni 2010 wurde die Fachhochschule aufgrund einer Gesetzesänderung umbenannt in Hochschule Hannover.
Nach Akkreditierung durch die Gesellschaft ACQUIN Ende 2010 ist die HsH mit ihrem Studiengang Fotojournalismus und Dokumentarfotografie „die einzige deutsche Hochschule, die die international übliche Bezeichnung Photojournalism and Documentary Photography“ tragen darf.
Die Fakultät V der HsH kooperiert seit 2004 mit dem Winnicott Institut Hannover und bietet den berufsbegleitenden Masterstudiengang „Therapeutische Arbeit mit Kindern und Jugendlichen“ an. Dort ist es möglich, neben dem Master of Arts die Berufsqualifizierung zum Kinder- und Jugendlichenpsychotherapeuten zu erlangen.
Seit 2017 ist die HsH Mitglied in der Initiative Wissenschaft der Landeshauptstadt Hannover.

## Institute
Zu der Hochschule Hannover gehören folgende Institute:
- Institut für Energie und Klimaschutz (IEK)
- Institut für Biokunststoffe und Bioverbundwerkstoffe (IfBB)
- Institut für Konstruktionselemente, Mechatronik und Elektromobilität (IKME)
- Forschungszentrum Automatisierung umwelt- und bioverfahrenstechnischer Prozesse und Systeme (AUBIOS)
- Institut für digitale Medien (DM_I)
- Kompetenzzentrum Information Technology and Management (CC_ITM)
- Kompetenzzentrum Projektmanagement (CCPM)
- Institut für Gesundheitsmanagement (IGM)
- Institut für angewandte Gesundheits-, Bildungs- und Sozialforschung (GBS)
- Institut für Sensorik und Automation (ISA)

## Forschungscluster
Die Forschungscluster wurden durch einen hochschulinternen Wettbewerb ermittelt. Grundvoraussetzung für Wettbewerberinnen und Wettbewerber war der Nachweis über eine signifikante Forschungsstärke. Als Erkenntnis daraus wurden 2015 insgesamt 6 Forschungscluster benannt:
- Industrie 4.0
- Energie – Mobilität – Prozesse
- Bio-Kunststoffe
- Lebensmittelqualitäten
- Smart Data Analytics
- Teilhabe und gutes Leben

## Reputation
Die Studiengänge Maschinenbau und Wirtschaftsinformatik gehören laut einer Umfrage unter Personalverantwortlichen der Zeitschrift
Wirtschaftswoche zu den 10 Besten Deutschlands.

## Rektoren und Präsidenten der Hochschule Hannover
Rektoren:
- 1972–1975: Werner Steinbach
- 1975–1982: Günter Graubner
- 1982–1985: Hans Burkardt
- 1985–1989: Gunter Bock
- 1989–1992: Arno Jaudzims
- 1992–1994: Rolf Hüper
- 1994–2004: Arno Jaudzims

Präsidenten:
- 2004–2011: Werner Andres
- 2011–2013:[13] Rosemarie Kerkow-Weil
- 2013–2014:[14] Lothar Hühnerbein (m. d. W. d. G. b.)
- seit 2014:[15] Josef von Helden

## Bekannte Absolventen
- Ali Samadi Ahadi (* 1972), deutscher Regisseur und Drehbuchautor
- Wolfgang Mathis (* 1950), deutscher Professor für Elektrotechnik
- Christian Immler (* 1964), deutscher Sachbuchautor
- Stefan Schostok (* 1964), deutscher Politiker (SPD)
- Franziska Stünkel (* 1973), deutsche Filmregisseurin und Drehbuchautorin
- Nanna Heitmann (* 1994), Fotografin

## Partnerhochschulen
Durch die Zusammenarbeit mit über 80 Hochschulen im Rahmen des Erasmus-Programms haben Studierende und Hochschulpersonal  Möglichkeiten zum Studium, Praktikum, Anfertigen von Abschlussarbeiten und zum Aufbaustudium im europäischen Ausland. Außerhalb Europas bietet die HsH aufgrund von Kontakten in die chinesischen Provinzen Anhui und Zhejiang, nach Malaysia und Südkorea sowie in die hannoversche Partnerstadt Hiroshima, zu amerikanischen und zu australischen Hochschulen strukturierte Austauschprogramme. Die HsH verfügt darüber hinaus über Kontakte zu Unternehmen im In- und Ausland.